# Piotr Soyka

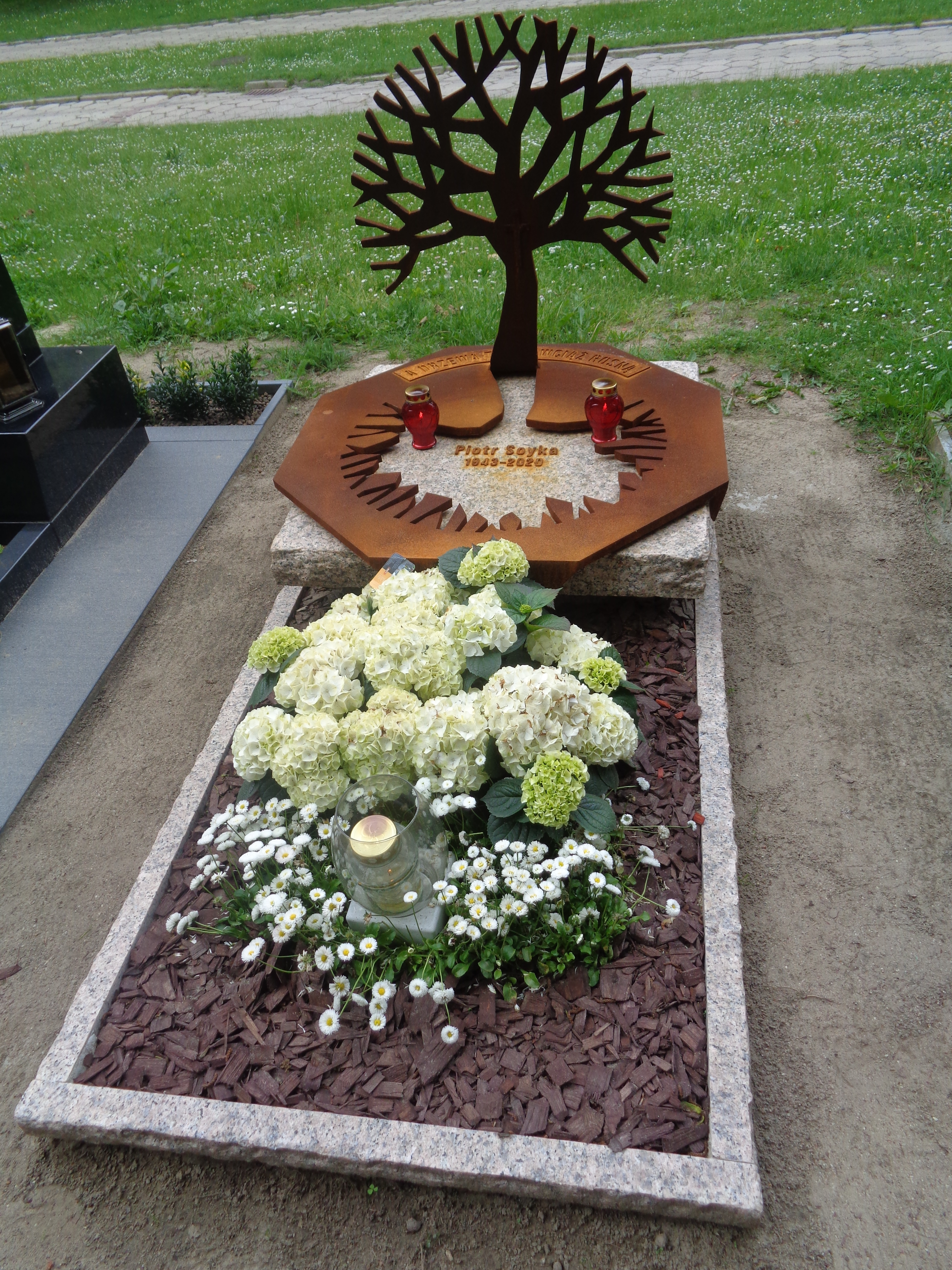
Grób Piotra Soyki na cmentarzu Srebrzysko

Piotr Henryk Soyka (ur. 31 grudnia 1943 w Świętochłowicach, zm. 2 sierpnia 2020 w Sopocie) – polski menedżer związany z przemysłem stoczniowym, wieloletni prezes zarządu Gdańskiej Stoczni „Remontowa”.

## Życiorys
Syn Henryka i Elfrydy. Absolwent II Liceum Ogólnokształcącego im. dr. Władysława Pniewskiego w Gdańsku. W 1968 ukończył studia na Wydziale Mechanicznym Politechniki Gdańskiej, a w 1972 Studium Organizacji i Zarządzania Uniwersytetu Gdańskiego. Od 1972 zawodowo związany z Gdańską Stocznią „Remontowa”. Od 1980 do 1983 był dyrektorem naczelnym Morskiej Stoczni Remontowej w Świnoujściu. W 1984 wrócił do poprzedniego miejsca pracy jako dyrektor ds. produkcji. Od 1987 pracował w Angoli jako kierownik polskiej grupy dydaktyków kształcących w zawodach morskich. W 1989 wygrał konkurs na prezesa Gdańskiej Stoczni „Remontowa”. Zarządzał nią przez 20 lat do 2009, dokonując restrukturyzacji i przekształcenia tego przedsiębiorstwa w grupę stoczniową.
W 2009 był notowany na liście najbogatszych Polaków sporządzonej przez tygodnik „Wprost”, a w 2014 uplasował się na 2. pozycji wśród najlepiej zarabiających w Trójmieście według dziennika „Gazeta Wyborcza”.
W 1998 został wybrany z listy Akcji Wyborczej Solidarność na radnego sejmiku pomorskiego. Kierował Forum Okrętowym (2001–2003) i Gdańskim Klubem Biznesu (2004–2006). W 2016 wszedł w skład Narodowej Rady Rozwoju utworzonej przez prezydenta Andrzeja Dudę. Pełnił również funkcję prezesa związku pracodawców Forum Okrętowe, przewodniczącego rady programowej Baltexpo oraz członka rady Fundacji Rozwoju Uniwersytetu Gdańskiego.
Według ustaleń prokuratora zginął śmiercią samobójczą. Pochowany 12 sierpnia 2020 na gdańskim cmentarzu Srebrzysko (rejon IV, kwatera TAR IV, rząd 1a).

## Odznaczenia i wyróżnienia
W 2002 odznaczony Krzyżem Oficerskim Orderu Odrodzenia Polski (za wybitne zasługi dla rozwoju przemysłu stoczniowego). Wcześniej otrzymał Krzyż Kawalerski tego orderu (1997) oraz Złoty Krzyż Zasługi (1993).
W 2003 wyróżniony tytułem „Top Menedżer Roku” w regionalnym konkursie organizowanym przez „Dziennik Bałtycki”. W 2005 otrzymał Nagrodę im. Andrzeja Wierzbickiego przyznawaną przez Konfederację Lewiatan, a w 2008 nagrodę Conrady – Indywidualności Morskie oraz Medal Księcia Mściwoja II.
Od 2015 był członkiem honorowym Stowarzyszenia Kapitanów Żeglugi Wielkiej.